# Max Roeder
Max Roeder, auch Max Röder (* 29. August 1866 in Mönchengladbach, Rheinprovinz; † 1947 in Rom), war ein deutscher Landschafts- und Architekturmaler sowie Radierer, der den größten Teil seines Lebens in Rom verbrachte und als einer der letzten Deutschrömer gilt.

## Leben

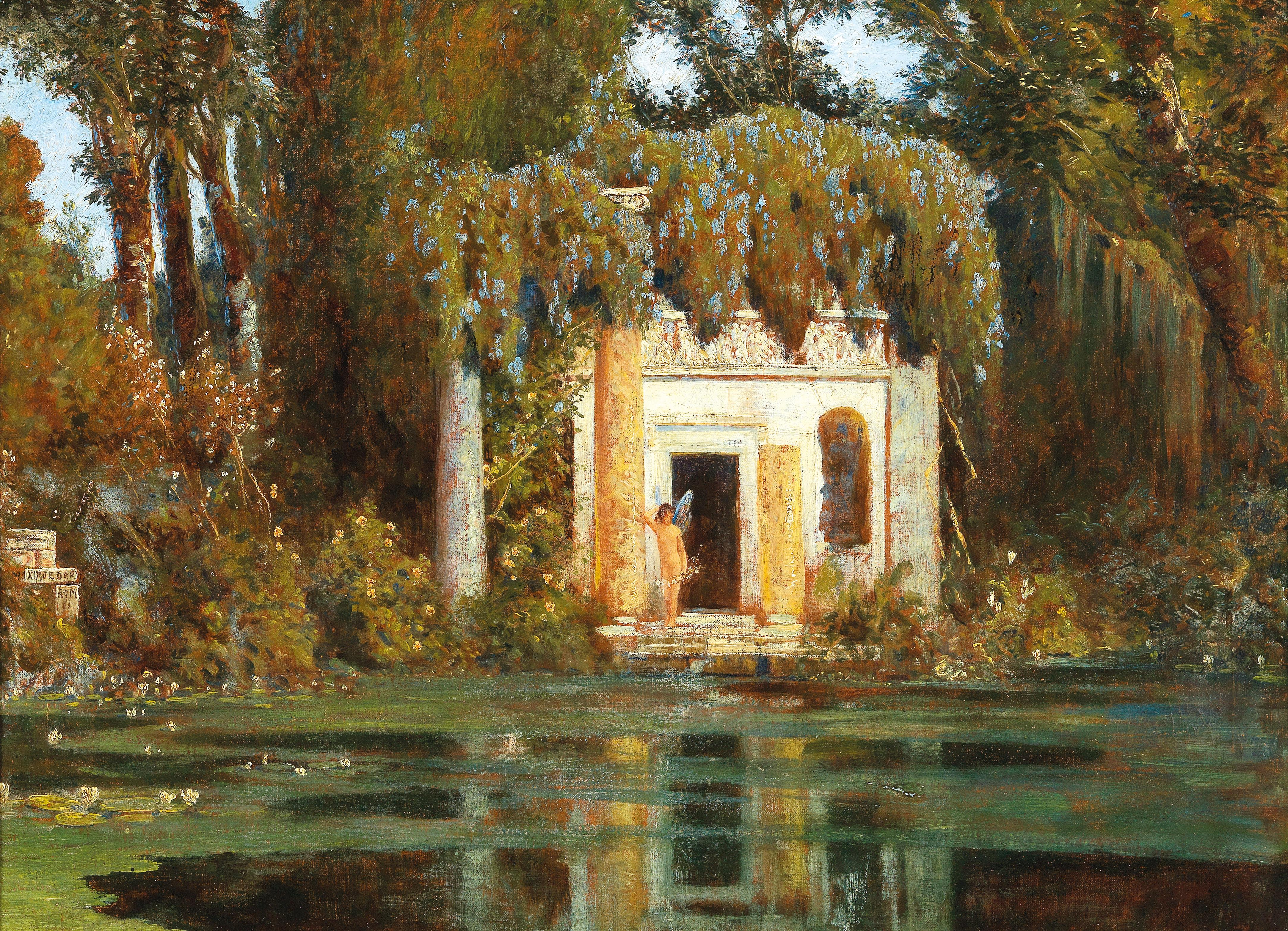
Parklandschaft mit Seerosenteich und Nymphäum, 1901, ausgestellt auf der Großen Berliner Kunstausstellung 1901

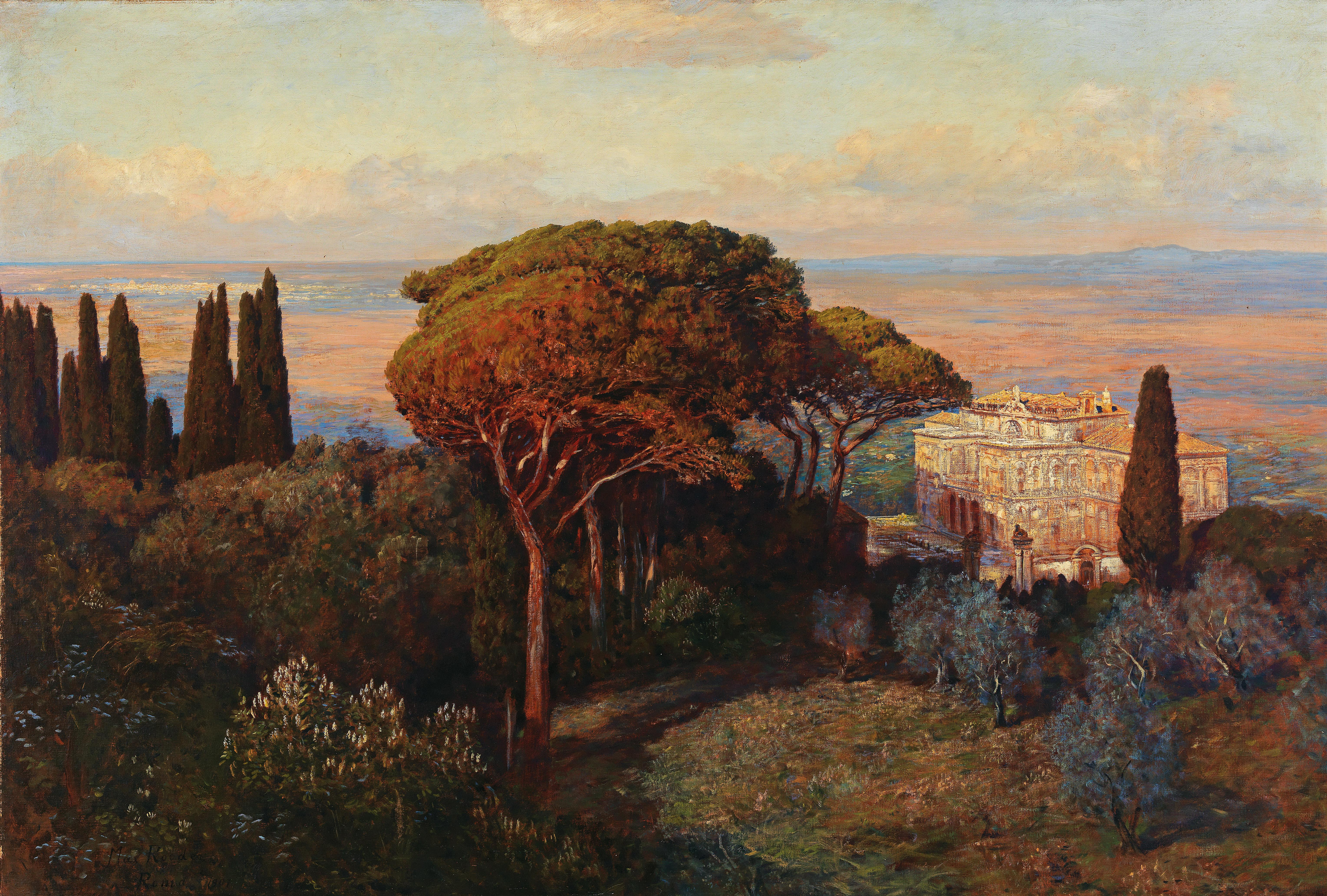
Blick auf die Villa Falconieri, 1907, seinerzeit ein Eigentum von Ernst von Mendelssohn-Bartholdy und ein Zentrum deutschrömischer Gesellschaft

Roeder, Sohn eines Kaufmanns, war neben oder nach einer Lehre in der Firma des Mönchengladbacher Textilfabrikanten Carl Brandts (1833–1913, Bruder von Franz Brandts) für zwei Jahre Privatschüler von Paul Nauen, der in den 1880er Jahren ein Atelier im sogenannten Wunderbau in Düsseldorf bezogen hatte und dort unterrichtete. Ab Oktober 1888 lebte und arbeitete Roeder in Rom, nachdem er zuvor ab 1886 Italien bereist hatte. Atelier und Wohnung hatte er auf dem Marsfeld in der Via Margutta 51-A, einem von Künstlern, Kunsthändlern und Touristen frequentierten Viertel des historischen Stadtkerns Roms.
Bis zum Beginn der 1900er Jahre hatte er sich durch seine Malerei, die vor allem in Italien mit dem Schaffen von Arnold Böcklin in Verbindung gebracht wurde, einen hervorragenden Ruf erarbeitet. 1910 war er erstmals auf der Biennale von Venedig vertreten. Am 20. Juli 1913 wurde er als Nachfolger von Othmar Brioschi zum Mitglied und professore der Accademia di San Luca gewählt. König Viktor Emanuel III. zeichnete ihn durch Ankauf von Werken aus. Während des Ersten Weltkriegs war er vorübergehend wieder in Deutschland. Nach diesem Krieg erhielt er von der Accademia di San Luca ein Studio in der Via del Babuino 155 zugeteilt. In Rom, wo Roeder Deutschland im Pio Istituto Catel vertrat, wirkte er auch als Lehrer. Einer seiner Schüler war Ferruccio Ferrazzi. Neben etwa Sigmund Lipinsky, Adolf Hirémy-Hirschl, Carlo Alberto Petrucci, Settimio Bocconi, Edoardo Del Neri, Vittorio Grassi, Umberto Prencipe und Dante Ricci trat Roeder als Mitglied der von Federico Hermanin angeregten, 1921 gegründeten Gruppo Romano Incisori Artisti (Gruppe römischer Kunststecher und Radierer) hervor.
Roeder, der wie auch sein engster römischer Freund, der Archäologe Walter Amelung, zeitlebens unverheiratet blieb, gilt als ein Vertreter einer klassischen, koloristisch und impressionistisch geprägten sowie poetisch aufgefassten Landschaftsmalerei. Er verstand es, seinen Landschaften eine heroische, romantische und symbolistische Stimmung zu unterlegen. Bevorzugt schuf er Veduten von Villen Roms und der Albaner Berge. Einige Landschaften komponierte er frei nach italienischen Vorlagen, andere – etwa eine Ansicht des Ätna von Augusta aus – malte er getreu nach der Natur. Für die Aula des Gymnasiums Mönchengladbach schuf er bis 1908 Wandgemälde, die die Athener Akropolis und das Forum Romanum darstellten. In den 1920er Jahren entwarf Roeder das Chorgestühl und die Kanzel der deutschen Nationalkirche in Rom, Santa Maria dell’Anima. Sie wurden zwischen 1925 und 1927 dort aufgestellt.

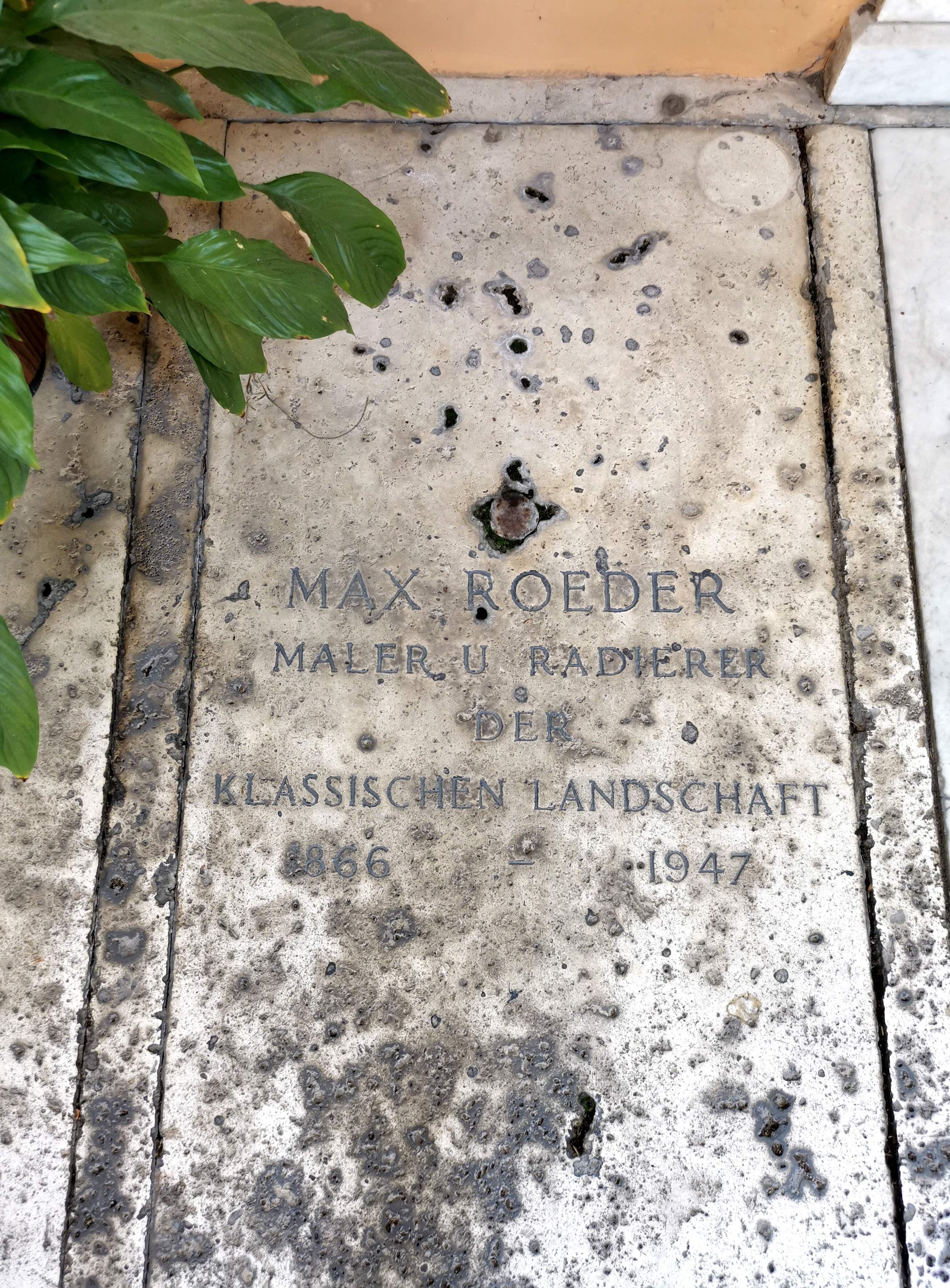
Grab auf dem Campo Santo Teutonico, Rom

Roeder unternahm Studienreisen innerhalb Italiens und nach Nordafrika. Seine Grabstätte findet sich auf dem Campo Santo Teutonico. Das Museum Abteiberg in Mönchengladbach verfügt über eine Bronzebüste Roeders, die Braco Dimitrijević zugeschrieben wird.